# Epirrhoe crispoides
Epirrhoe crispoides es una especie de polilla de la familia Geometridae, descrita por primera vez por el entomólogo Claude Herbulot en 1988, con distribución en Ecuador. El holotipo de la especie fue descrita a unos 16 km sudeste de la Santo Domingo de los Colorados.